# 義助
義助（ぎすけ / よしすけ、生没年不詳）は、駿河国嶋田で活動した刀工の一派。五条義助とも称した。嶋田派と呼ばれる刀工流派の一つで、室町時代中期から江戸時代中期まで代を重ねている。なお、名の読みに定説はなく、どちらでも間違いにはならない。

## 概要
島田市での伝承によれば、後鳥羽上皇の番鍛冶を務め京都五条に居を構えた、備前一文字助宗（五条助宗）を祖とするという。助宗が駿州嶋田に移住して、その子孫が正安年間に五郎入道正宗の教えを受け初代義助となり、四代義助が駿河守護今川義忠に召し抱えられた。ただし、義助の名は義忠の一字を拝領したものと考えられ、実際はこれが初代と推測されている。
義助を襲名した者は三代か四代か諸説あるが、初代が康正、二代は永正、三代が天文年間頃の時期で、四代とされる者は天正年間頃となる。槍の名工としても知られ、天下三槍の一つ御手杵の槍は四代義助の作とされる。
室町時代後期の連歌師、宗長法師は義助の子である。
島田派一門には助宗、広助、義綱、元助などがいる。初代義助の弟は助宗を名乗り、明応年間頃から三代があり、島田助宗として知られる。